# Urbanak Peak
Urbanak Peak (in lingua inglese: Picco Urbanak), è un picco caratterizzato da roccia esposta sul versante settentrionale, situato lungo la Mirsky Ledge nella catena montuosa dell'Ohio Range, nei Monti Transantartici, in Antartide. 
Il picco roccioso è stato ispezionato nel dicembre 1958 dal gruppo di investigazione sui Monti Horlick dell'United States Antarctic Research Program (USARP).
La denominazione è stata assegnata dall'Advisory Committee on Antarctic Names (US-ACAN) in onore di Richard L. Urbanak, meteorologo presso la Stazione Byrd nel 1960.